# طواف بريتاني فيمينين 2022
طواف بريتاني فيمينين 2022 (بالفرنسية: Tour de Bretagne féminin 2022)‏ هو سباق دراجات هوائية، وهو موسم من طواف بريتاني فيمينين ‏، وأقيم خلال الفترة من 3 مايو 2022، وحتى 7 مايو 2022 ضمن سباقات سباق الدراجات على الطريق للسيدات 2022.
فاز بالمركز الأول Vittoria Guazzini ‏، وبالمركز الثاني Cédrine Kerbaol ‏، وبالمركز الثالث Ally Wollaston ‏، وفاز مارتا باستيانيلي في ترتيب النقاط، وكان الفائز حسب النقاط للشباب Vittoria Guazzini ‏، وكان الفائز في تصنيف الجبال Victorie Guilman ‏.

## الفرق
| فرق سيدات عالمية (2)- FDJ–Suez ‏ - يو أي أيه تيم 2022 ‏ فرق دراجات قارية سيدات (13)- إن إكس تي جي ريسينغ 2022 ‏ - اركيا للسيدات 2022 ‏ - Aromitalia–Basso Bikes–Vaiano ‏ - بنجوال شوفالمير-فان إيك سبورت 2022 ‏ - بيبينك 2022 ‏ - Ceratizit Pro Cycling ‏ - كوب هايتك بوردكتس 2022 ‏ - Cofidis Women Team ‏ - ساس ماكوجيب 2022 ‏ - باركهوتل فالكنبورغ 2022 ‏ - استاد روشليه شارينت ماريتايم 2022 ‏ - St. Michel–Preference Home–Auber93 (women's team) ‏ - توب قيرلز فسى برتولو 2022 ‏ فريق دراجات هواة- دبليو سي سي تيم 2022 ‏ فرق دراجات هواة سيدات (2)- Breizh Ladies‏ - VC Morteau Montbenoit‏ |  |
| |  |

## المراحل
| قائمة المراحل | قائمة المراحل | قائمة المراحل                | قائمة المراحل  | قائمة المراحل | قائمة المراحل     | قائمة المراحل      |
| المرحلة       | التاريخ       | الدورة                       |                | المسافة (كم)  | الفائز بالمرحلة   | القائد العام       |
| ------------- | ------------- | ---------------------------- | -------------- | ------------- | ----------------- | ------------------ |
| مرحلة 1       | 3 مايو        | Sarzeau ‏ – Bignan ‏           | مرحلة مستوية   | 125٫3         | مارتا باستيانيلي  | مارتا باستيانيلي   |
| مرحلة 2       | 4 مايو        | كيمبرلي – Inzinzac-Lochrist ‏ | مرحلة مستوية   | 123٫3         | مارتا باستيانيلي  | مارتا باستيانيلي   |
| مرحلة 3       | 5 مايو        | لوکرونان – لوکرونان          | فردي ضد الساعة | 19٫5          | Alena Ivanchenko ‏ | Vittoria Guazzini ‏ |
| مرحلة 4       | 6 مايو        | Loudéac ‏ – بونتيفي           | مرحلة جبلية    | 125٫2         | Martina Alzini ‏   | Vittoria Guazzini ‏ |
| مرحلة 5       | 7 مايو        | سيسو – رين                   | مرحلة مستوية   | 114٫7         | Marta Lach ‏       | Vittoria Guazzini ‏ |

## النتيجة

### مرحلة 1
هي مرحلة بسيطة، أقيمت في 3 مايو 2022، وامتدّت لمسافة 125.3 كيلومتر. فاز بالمرحلة مارتا باستيانيلي، وكان متصدر الترتيب العام في نهاية المرحلة مارتا باستيانيلي، وكان المتصدر حسب ترتيب النقاط مارتا باستيانيلي، وكان المتصدر في ترتيب التسلق ، وتصدر ترتيب النقاط للشباب Vittoria Guazzini ‏.
| التصنيف العام | التصنيف العام      | التصنيف العام | التصنيف العام                      | التصنيف العام |  |
| العداء        | العداء             | البلد         | الفريق                             | الوقت         |  |
| ------------- | ------------------ | ------------- | ---------------------------------- | ------------- |  |
| 1             | مارتا باستيانيلي   | إيطاليا       | يو أي أيه تيم ‏                     | 3 س 22 د 26 ث |  |
| 2             | Vittoria Guazzini ‏ | إيطاليا       | FDJ–Suez ‏                          | + 4 ث         |  |
| 3             | Ally Wollaston ‏    | نيوزيلندا     | إن إكس تي جي ريسينغ ‏               | + 4 ث         |  |
| 4             | Marta Lach ‏        | بولندا        | Ceratizit Pro Cycling ‏             | + 5 ث         |  |
| 5             | يوجينة بوجاك       | سلوفينيا      | يو أي أيه تيم ‏                     | + 7 ث         |  |
| 6             | Alana Castrique ‏   | بلجيكا        | Cofidis Women Team ‏                | + 9 ث         |  |
| 7             | Cédrine Kerbaol ‏   | فرنسا         | Cofidis Women Team ‏                | + 9 ث         |  |
| 8             | Silvia Zanardi ‏    | إيطاليا       | بيبينك ‏                            | + 10 ث        |  |
| 9             | Maëva Squiban ‏     | فرنسا         | Stade Rochelais Charente-Maritime ‏ | + 10 ث        |  |
| 10            | Greta Marturano ‏   | إيطاليا       | توب قيرلز فسى برتولو ‏              | + 10 ث        |  |

### مرحلة 2
هي مرحلة بسيطة، أقيمت في 4 مايو 2022، وامتدّت لمسافة 123.3 كيلومتر. فاز بالمرحلة مارتا باستيانيلي، وكان متصدر الترتيب العام في نهاية المرحلة مارتا باستيانيلي، وكان المتصدر حسب ترتيب النقاط مارتا باستيانيلي، وكان المتصدر في ترتيب التسلق Victorie Guilman ‏، وتصدر ترتيب النقاط للشباب Vittoria Guazzini ‏.
| التصنيف العام | التصنيف العام      | التصنيف العام | التصنيف العام                                      | التصنيف العام |  |
| العداء        | العداء             | البلد         | الفريق                                             | الوقت         |  |
| ------------- | ------------------ | ------------- | -------------------------------------------------- | ------------- |  |
| 1             | مارتا باستيانيلي   | إيطاليا       | يو أي أيه تيم ‏                                     | 6 س 36 د 56 ث |  |
| 2             | Vittoria Guazzini ‏ | إيطاليا       | FDJ–Suez ‏                                          | + 13 ث        |  |
| 3             | Marta Lach ‏        | بولندا        | Ceratizit Pro Cycling ‏                             | + 14 ث        |  |
| 4             | Nicole Steigenga ‏  | هولندا        | تيم كوب هايتك بوردكتس ‏                             | + 16 ث        |  |
| 5             | Simone Boilard ‏    | كندا          | St. Michel–Preference Home–Auber93 (women's team) ‏ | + 18 ث        |  |
| 6             | Silvia Zanardi ‏    | إيطاليا       | بيبينك ‏                                            | + 19 ث        |  |
| 7             | Cédrine Kerbaol ‏   | فرنسا         | Cofidis Women Team ‏                                | + 21 ث        |  |
| 8             | Maëva Squiban ‏     | فرنسا         | Stade Rochelais Charente-Maritime ‏                 | + 22 ث        |  |
| 9             | Greta Marturano ‏   | إيطاليا       | توب قيرلز فسى برتولو ‏                              | + 22 ث        |  |
| 10            | Marie Le Net ‏      | فرنسا         | FDJ–Suez ‏                                          | + 22 ث        |  |

### مرحلة 3
هي مرحلة من نوع سباق زمن فردي، أقيمت في 5 مايو 2022، وامتدّت لمسافة 19.5 كيلومتر. فاز بالمرحلة Alena Ivanchenko ‏، وكان متصدر الترتيب العام في نهاية المرحلة Vittoria Guazzini ‏، وكان المتصدر حسب ترتيب النقاط مارتا باستيانيلي، وكان المتصدر في ترتيب التسلق Victorie Guilman ‏، وتصدر ترتيب النقاط للشباب Vittoria Guazzini ‏.
| التصنيف العام | التصنيف العام      | التصنيف العام | التصنيف العام                   | التصنيف العام |  |
| العداء        | العداء             | البلد         | الفريق                          | الوقت         |  |
| ------------- | ------------------ | ------------- | ------------------------------- | ------------- |  |
| 1             | Vittoria Guazzini ‏ | إيطاليا       | FDJ–Suez ‏                       | 7 س 06 د 34 ث |  |
| 2             | Cédrine Kerbaol ‏   | فرنسا         | Cofidis Women Team ‏             | + 40 ث        |  |
| 3             | Ally Wollaston ‏    | نيوزيلندا     | إن إكس تي جي ريسينغ ‏            | + 52 ث        |  |
| 4             | Séverine Eraud ‏    | فرنسا         | شارينت ماريتايم سيلينج للسيدات ‏ | + 1 د 05 ث    |  |
| 5             | Marie Le Net ‏      | فرنسا         | FDJ–Suez ‏                       | + 1 د 10 ث    |  |
| 6             | Anaïs Morichon ‏    | فرنسا         | اركيا للسيدات ‏                  | + 1 د 15 ث    |  |
| 7             | Rachel Neylan ‏     | أستراليا      | Cofidis Women Team ‏             | + 1 د 20 ث    |  |
| 8             | Mischa Bredewold ‏  | هولندا        | باركهوتل فالكنبورغ ‏             | + 1 د 22 ث    |  |
| 9             | Maaike Boogaard ‏   | هولندا        | يو أي أيه تيم ‏                  | + 1 د 27 ث    |  |
| 10            | Célia Le Mouel ‏    | فرنسا         | ساس ماكوجيب ‏                    | + 1 د 31 ث    |  |

### مرحلة 4
هي مرحلة جبلية، أقيمت في 6 مايو 2022، وامتدّت لمسافة 125.2 كيلومتر. فاز بالمرحلة Martina Alzini ‏، وكان متصدر الترتيب العام في نهاية المرحلة Vittoria Guazzini ‏، وكان المتصدر حسب ترتيب النقاط مارتا باستيانيلي، وكان المتصدر في ترتيب التسلق Victorie Guilman ‏، وتصدر ترتيب النقاط للشباب Vittoria Guazzini ‏.
| التصنيف العام | التصنيف العام      | التصنيف العام | التصنيف العام        | التصنيف العام  |  |
| العداء        | العداء             | البلد         | الفريق               | الوقت          |  |
| ------------- | ------------------ | ------------- | -------------------- | -------------- |  |
| 1             | Vittoria Guazzini ‏ | إيطاليا       | FDJ–Suez ‏            | 10 س 29 د 18 ث |  |
| 2             | Cédrine Kerbaol ‏   | فرنسا         | Cofidis Women Team ‏  | + 20 ث         |  |
| 3             | Ally Wollaston ‏    | نيوزيلندا     | إن إكس تي جي ريسينغ ‏ | + 28 ث         |  |
| 4             | Marie Le Net ‏      | فرنسا         | FDJ–Suez ‏            | + 50 ث         |  |
| 5             | Anaïs Morichon ‏    | فرنسا         | اركيا للسيدات ‏       | + 55 ث         |  |
| 6             | Rachel Neylan ‏     | أستراليا      | Cofidis Women Team ‏  | + 1 د 00 ث     |  |
| 7             | Mischa Bredewold ‏  | هولندا        | باركهوتل فالكنبورغ ‏  | + 1 د 02 ث     |  |
| 8             | Maaike Boogaard ‏   | هولندا        | يو أي أيه تيم ‏       | + 1 د 07 ث     |  |
| 9             | Célia Le Mouel ‏    | فرنسا         | ساس ماكوجيب ‏         | + 1 د 11 ث     |  |
| 10            | مارتا باستيانيلي   | إيطاليا       | يو أي أيه تيم ‏       | + 1 د 18 ث     |  |

### مرحلة 5
هي مرحلة بسيطة، أقيمت في 7 مايو 2022، وامتدّت لمسافة 114.7 كيلومتر. فاز بالمرحلة Marta Lach ‏، وكان متصدر الترتيب العام في نهاية المرحلة Vittoria Guazzini ‏.

## المشاركون
| FDJ–Suez ‏ FSF | FDJ–Suez ‏ FSF      | FDJ–Suez ‏ FSF |
| ------------- | ------------------ | ------------- |
| م             | عداء               | مرتبة         |
| 1             | Victorie Guilman ‏  | 22            |
| 2             | إميليا فهلين       | 31            |
| 3             | Maëlle Grossetête ‏ | 63            |
| 4             | Vittoria Guazzini ‏ | 1             |
| 5             | Marie Le Net ‏      | 4             |
| 6             | جادي فيل           | 21            |

| يو أي أيه تيم ‏ UAD | يو أي أيه تيم ‏ UAD              | يو أي أيه تيم ‏ UAD |
| ------------------ | ------------------------------- | ------------------ |
| م                  | عداء                            | مرتبة              |
| 11                 | Alena Ivanchenko ‏               | 78                 |
| 12                 | يوجينة بوجاك (طريق و زمني فردي) | 40                 |
| 13                 | Maaike Boogaard ‏                | 8                  |
| 14                 | Anna Trevisi ‏                   | 45                 |
| 15                 | مارتا باستيانيلي                | 11                 |
| 16                 | Maria Novolodskaya ‏             | 67                 |

| Ceratizit Pro Cycling ‏ WNT | Ceratizit Pro Cycling ‏ WNT | Ceratizit Pro Cycling ‏ WNT |
| -------------------------- | -------------------------- | -------------------------- |
| م                          | عداء                       | مرتبة                      |
| 21                         | Lara Vieceli ‏              | 43                         |
| 22                         | ساندرا ألونسو              | 18                         |
| 23                         | Laura Asencio ‏             | 27                         |
| 24                         | Marta Lach ‏                | 10                         |
| 25                         | حنا نيلسون                 | 24                         |
| 26                         | Lea Lin Teutenberg ‏        | 56                         |

| باركهوتل فالكنبورغ ‏ PHV | باركهوتل فالكنبورغ ‏ PHV | باركهوتل فالكنبورغ ‏ PHV |
| ----------------------- | ----------------------- | ----------------------- |
| م                       | عداء                    | مرتبة                   |
| 31                      | فيمكا ماركوس            | 29                      |
| 32                      | كيرستي فان هافتن        | 73                      |
| 33                      | Sofie van Rooijen ‏      | 74                      |
| 34                      | Mischa Bredewold ‏       | 6                       |

| إن إكس تي جي ريسينغ ‏ AGI | إن إكس تي جي ريسينغ ‏ AGI | إن إكس تي جي ريسينغ ‏ AGI |
| ------------------------ | ------------------------ | ------------------------ |
| م                        | عداء                     | مرتبة                    |
| 41                       | Ilse Pluimers ‏           | 30                       |
| 42                       | NED                      | 52                       |
| 43                       | Lone Meertens ‏           | 41                       |
| 44                       | Maureen Arens ‏           | 57                       |
| 45                       | Ally Wollaston ‏          | 3                        |
| 46                       | Julia Borgström ‏         | 38                       |

| اركيا للسيدات ‏ ARK | اركيا للسيدات ‏ ARK       | اركيا للسيدات ‏ ARK |
| ------------------ | ------------------------ | ------------------ |
| م                  | عداء                     | مرتبة              |
| 51                 | Marie-Morgane Le Deunff ‏ | 48                 |
| 52                 | Typhaine Laurance ‏       | 60                 |
| 53                 | Amandine Fouquenet ‏      | 32                 |
| 54                 | بولين ألين               | 42                 |
| 55                 | Greta Richioud ‏          | 28                 |
| 56                 | Anaïs Morichon ‏          | 5                  |

| بنجوال شوفالمير ‏ BCV | بنجوال شوفالمير ‏ BCV | بنجوال شوفالمير ‏ BCV |
| -------------------- | -------------------- | -------------------- |
| م                    | عداء                 | مرتبة                |
| 61                   | Lotte Claes ‏         | 23                   |
| 62                   | Olha Kulynych ‏       | 66                   |
| 63                   | Naomi de Roeck‏       | 90                   |
| 64                   | Danique Braam ‏       | 44                   |
| 65                   | BEL                  | 94                   |

| توب قيرلز فسى برتولو ‏ TOP | توب قيرلز فسى برتولو ‏ TOP | توب قيرلز فسى برتولو ‏ TOP |
| ------------------------- | ------------------------- | ------------------------- |
| م                         | عداء                      | مرتبة                     |
| 71                        | تاتيانا جوديرزو           | 35                        |
| 72                        | Greta Marturano ‏          | 15                        |
| 73                        | Debora Silvestri ‏         | 36                        |
| 74                        | Cristina Tonetti ‏         | 51                        |
| 75                        | Giorgia Vettorello ‏       | لم يكمل السباق-2          |
| 76                        | Alessia Vigilia ‏          | 19                        |

| تيم كوب هايتك بوردكتس ‏ HPU | تيم كوب هايتك بوردكتس ‏ HPU | تيم كوب هايتك بوردكتس ‏ HPU |
| -------------------------- | -------------------------- | -------------------------- |
| م                          | عداء                       | مرتبة                      |
| 81                         | Caroline Andersson ‏        | 26                         |
| 82                         | Ingvild Gåskjenn ‏          | لم يكمل السباق-3           |
| 83                         | NOR                        | 59                         |
| 84                         | جيسيكا روبرتس              | 62                         |
| 85                         | Nicole Steigenga ‏          | 13                         |
| 86                         | Josie Nelson ‏              | 25                         |

| Aromitalia–Basso Bikes–Vaiano ‏ VAI | Aromitalia–Basso Bikes–Vaiano ‏ VAI | Aromitalia–Basso Bikes–Vaiano ‏ VAI |
| ---------------------------------- | ---------------------------------- | ---------------------------------- |
| م                                  | عداء                               | مرتبة                              |
| 91                                 | راسا ليليفيتو                      | 39                                 |
| 92                                 | Inga Češulienė ‏ (طريق و زمني فردي) | 47                                 |
| 93                                 | Francesca Balducci ‏                | 92                                 |
| 94                                 | Sofia Collinelli ‏                  | لم يكمل السباق-1                   |
| 95                                 | Valentina Scandolara ‏              | 79                                 |
| 96                                 | Gemma Sernissi ‏                    | 71                                 |

| بيبينك ‏ BPK | بيبينك ‏ BPK      | بيبينك ‏ BPK |
| ----------- | ---------------- | ----------- |
| م           | عداء             | مرتبة       |
| 101         | Silvia Zanardi ‏  | 20          |
| 102         | FRA              | 76          |
| 103         | ميشيلا دراموند   | 58          |
| 104         | ITA              | 84          |
| 105         | Letizia Brufani‏  | 77          |
| 106         | Markéta Hájková ‏ | 65          |

| شارينت ماريتايم سيلينج للسيدات ‏ CMW | شارينت ماريتايم سيلينج للسيدات ‏ CMW | شارينت ماريتايم سيلينج للسيدات ‏ CMW |
| ----------------------------------- | ----------------------------------- | ----------------------------------- |
| م                                   | عداء                                | مرتبة                               |
| 111                                 | Marion Colard‏                       | 50                                  |
| 112                                 | Séverine Eraud ‏                     | 37                                  |
| 114                                 | Anastasiya Kolesava ‏                | 83                                  |
| 115                                 | FRA                                 | 91                                  |
| 116                                 | Maëva Squiban ‏                      | 17                                  |

| ساس ماكوجيب ‏ MTG | ساس ماكوجيب ‏ MTG   | ساس ماكوجيب ‏ MTG |
| ---------------- | ------------------ | ---------------- |
| م                | عداء               | مرتبة            |
| 121              | Célia Le Mouel ‏    | 9                |
| 122              | Andrea Martinez‏    | 64               |
| 123              | Laury Milette‏      | لم يكمل السباق-4 |
| 124              | Josephine Peloquin‏ | 53               |
| 125              | Adele Normand‏      | 33               |
| 126              | Cindy Pomares ‏     | 55               |

| دبليو سي سي تيم ‏ WCC | دبليو سي سي تيم ‏ WCC | دبليو سي سي تيم ‏ WCC |
| -------------------- | -------------------- | -------------------- |
| م                    | عداء                 | مرتبة                |
| 131                  | Selam Amha ‏          | لم يكمل السباق-1     |
| 132                  | ARG                  | 80                   |
| 133                  | Natalia Franco‏       | 72                   |
| 134                  | Dziyana Lebedz‏       | 70                   |
| 135                  | Maude Le Roux‏        | 68                   |
| 136                  | Yumi Kajihara ‏       | 86                   |

| St. Michel–Preference Home–Auber93 (women's team) ‏ AUB | St. Michel–Preference Home–Auber93 (women's team) ‏ AUB | St. Michel–Preference Home–Auber93 (women's team) ‏ AUB |
| ------------------------------------------------------ | ------------------------------------------------------ | ------------------------------------------------------ |
| م                                                      | عداء                                                   | مرتبة                                                  |
| 141                                                    | Sandrine Bideau ‏                                       | 34                                                     |
| 142                                                    | Simone Boilard ‏                                        | 12                                                     |
| 143                                                    | Perrine Clauzel ‏                                       | 82                                                     |
| 144                                                    | FRA                                                    | 88                                                     |
| 145                                                    | Coralie Demay ‏                                         | 14                                                     |
| 146                                                    | Laura Da Cruz‏                                          | 85                                                     |

| Cofidis Women Team ‏ COF | Cofidis Women Team ‏ COF | Cofidis Women Team ‏ COF |
| ----------------------- | ----------------------- | ----------------------- |
| م                       | عداء                    | مرتبة                   |
| 151                     | Martina Alzini ‏         | 54                      |
| 152                     | Alana Castrique ‏        | 16                      |
| 153                     | Sandra Levenez ‏         | لم يكمل السباق-5        |
| 154                     | Cédrine Kerbaol ‏        | 2                       |
| 155                     | Rachel Neylan ‏          | 7                       |
| 156                     | كلارا كوبينبرج          | 46                      |

| Breizh Ladies‏ ___ | Breizh Ladies‏ ___ | Breizh Ladies‏ ___ |
| ----------------- | ----------------- | ----------------- |
| م                 | عداء              | مرتبة             |
| 161               | Aline Béchu‏       | 75                |
| 162               | Fanny Rio‏         | 87                |
| 163               | Emilie Jamme‏      | 89                |
| 164               | Marine Louboutin‏  | 81                |
| 165               | Enora Oger‏        | 69                |
| 166               | Eléa Raison‏       | 93                |

| VC Morteau Montbenoit‏ ___ | VC Morteau Montbenoit‏ ___ | VC Morteau Montbenoit‏ ___ |
| ------------------------- | ------------------------- | ------------------------- |
| م                         | عداء                      | مرتبة                     |
| 171                       | Marie Gielen ‏             | لم يكمل السباق-5          |
| 172                       | Annika Liehner ‏           | 61                        |
| 173                       | Cécile Lejeune ‏           | 49                        |
| 174                       | Emeline Courtot‏           | لم يكمل السباق-2          |
| 175                       | Margot Grosjean‏           | لم يكمل السباق-4          |

| FDJ–Suez ‏ FSF | FDJ–Suez ‏ FSF      | FDJ–Suez ‏ FSF |
| ------------- | ------------------ | ------------- |
| م             | عداء               | مرتبة         |
| 1             | Victorie Guilman ‏  | 22            |
| 2             | إميليا فهلين       | 31            |
| 3             | Maëlle Grossetête ‏ | 63            |
| 4             | Vittoria Guazzini ‏ | 1             |
| 5             | Marie Le Net ‏      | 4             |
| 6             | جادي فيل           | 21            |

| يو أي أيه تيم ‏ UAD | يو أي أيه تيم ‏ UAD              | يو أي أيه تيم ‏ UAD |
| ------------------ | ------------------------------- | ------------------ |
| م                  | عداء                            | مرتبة              |
| 11                 | Alena Ivanchenko ‏               | 78                 |
| 12                 | يوجينة بوجاك (طريق و زمني فردي) | 40                 |
| 13                 | Maaike Boogaard ‏                | 8                  |
| 14                 | Anna Trevisi ‏                   | 45                 |
| 15                 | مارتا باستيانيلي                | 11                 |
| 16                 | Maria Novolodskaya ‏             | 67                 |

| Ceratizit Pro Cycling ‏ WNT | Ceratizit Pro Cycling ‏ WNT | Ceratizit Pro Cycling ‏ WNT |
| -------------------------- | -------------------------- | -------------------------- |
| م                          | عداء                       | مرتبة                      |
| 21                         | Lara Vieceli ‏              | 43                         |
| 22                         | ساندرا ألونسو              | 18                         |
| 23                         | Laura Asencio ‏             | 27                         |
| 24                         | Marta Lach ‏                | 10                         |
| 25                         | حنا نيلسون                 | 24                         |
| 26                         | Lea Lin Teutenberg ‏        | 56                         |

| باركهوتل فالكنبورغ ‏ PHV | باركهوتل فالكنبورغ ‏ PHV | باركهوتل فالكنبورغ ‏ PHV |
| ----------------------- | ----------------------- | ----------------------- |
| م                       | عداء                    | مرتبة                   |
| 31                      | فيمكا ماركوس            | 29                      |
| 32                      | كيرستي فان هافتن        | 73                      |
| 33                      | Sofie van Rooijen ‏      | 74                      |
| 34                      | Mischa Bredewold ‏       | 6                       |

| إن إكس تي جي ريسينغ ‏ AGI | إن إكس تي جي ريسينغ ‏ AGI | إن إكس تي جي ريسينغ ‏ AGI |
| ------------------------ | ------------------------ | ------------------------ |
| م                        | عداء                     | مرتبة                    |
| 41                       | Ilse Pluimers ‏           | 30                       |
| 42                       | NED                      | 52                       |
| 43                       | Lone Meertens ‏           | 41                       |
| 44                       | Maureen Arens ‏           | 57                       |
| 45                       | Ally Wollaston ‏          | 3                        |
| 46                       | Julia Borgström ‏         | 38                       |

| اركيا للسيدات ‏ ARK | اركيا للسيدات ‏ ARK       | اركيا للسيدات ‏ ARK |
| ------------------ | ------------------------ | ------------------ |
| م                  | عداء                     | مرتبة              |
| 51                 | Marie-Morgane Le Deunff ‏ | 48                 |
| 52                 | Typhaine Laurance ‏       | 60                 |
| 53                 | Amandine Fouquenet ‏      | 32                 |
| 54                 | بولين ألين               | 42                 |
| 55                 | Greta Richioud ‏          | 28                 |
| 56                 | Anaïs Morichon ‏          | 5                  |

| بنجوال شوفالمير ‏ BCV | بنجوال شوفالمير ‏ BCV | بنجوال شوفالمير ‏ BCV |
| -------------------- | -------------------- | -------------------- |
| م                    | عداء                 | مرتبة                |
| 61                   | Lotte Claes ‏         | 23                   |
| 62                   | Olha Kulynych ‏       | 66                   |
| 63                   | Naomi de Roeck‏       | 90                   |
| 64                   | Danique Braam ‏       | 44                   |
| 65                   | BEL                  | 94                   |

| توب قيرلز فسى برتولو ‏ TOP | توب قيرلز فسى برتولو ‏ TOP | توب قيرلز فسى برتولو ‏ TOP |
| ------------------------- | ------------------------- | ------------------------- |
| م                         | عداء                      | مرتبة                     |
| 71                        | تاتيانا جوديرزو           | 35                        |
| 72                        | Greta Marturano ‏          | 15                        |
| 73                        | Debora Silvestri ‏         | 36                        |
| 74                        | Cristina Tonetti ‏         | 51                        |
| 75                        | Giorgia Vettorello ‏       | لم يكمل السباق-2          |
| 76                        | Alessia Vigilia ‏          | 19                        |

| تيم كوب هايتك بوردكتس ‏ HPU | تيم كوب هايتك بوردكتس ‏ HPU | تيم كوب هايتك بوردكتس ‏ HPU |
| -------------------------- | -------------------------- | -------------------------- |
| م                          | عداء                       | مرتبة                      |
| 81                         | Caroline Andersson ‏        | 26                         |
| 82                         | Ingvild Gåskjenn ‏          | لم يكمل السباق-3           |
| 83                         | NOR                        | 59                         |
| 84                         | جيسيكا روبرتس              | 62                         |
| 85                         | Nicole Steigenga ‏          | 13                         |
| 86                         | Josie Nelson ‏              | 25                         |

| Aromitalia–Basso Bikes–Vaiano ‏ VAI | Aromitalia–Basso Bikes–Vaiano ‏ VAI | Aromitalia–Basso Bikes–Vaiano ‏ VAI |
| ---------------------------------- | ---------------------------------- | ---------------------------------- |
| م                                  | عداء                               | مرتبة                              |
| 91                                 | راسا ليليفيتو                      | 39                                 |
| 92                                 | Inga Češulienė ‏ (طريق و زمني فردي) | 47                                 |
| 93                                 | Francesca Balducci ‏                | 92                                 |
| 94                                 | Sofia Collinelli ‏                  | لم يكمل السباق-1                   |
| 95                                 | Valentina Scandolara ‏              | 79                                 |
| 96                                 | Gemma Sernissi ‏                    | 71                                 |

| بيبينك ‏ BPK | بيبينك ‏ BPK      | بيبينك ‏ BPK |
| ----------- | ---------------- | ----------- |
| م           | عداء             | مرتبة       |
| 101         | Silvia Zanardi ‏  | 20          |
| 102         | FRA              | 76          |
| 103         | ميشيلا دراموند   | 58          |
| 104         | ITA              | 84          |
| 105         | Letizia Brufani‏  | 77          |
| 106         | Markéta Hájková ‏ | 65          |

| شارينت ماريتايم سيلينج للسيدات ‏ CMW | شارينت ماريتايم سيلينج للسيدات ‏ CMW | شارينت ماريتايم سيلينج للسيدات ‏ CMW |
| ----------------------------------- | ----------------------------------- | ----------------------------------- |
| م                                   | عداء                                | مرتبة                               |
| 111                                 | Marion Colard‏                       | 50                                  |
| 112                                 | Séverine Eraud ‏                     | 37                                  |
| 114                                 | Anastasiya Kolesava ‏                | 83                                  |
| 115                                 | FRA                                 | 91                                  |
| 116                                 | Maëva Squiban ‏                      | 17                                  |

| ساس ماكوجيب ‏ MTG | ساس ماكوجيب ‏ MTG   | ساس ماكوجيب ‏ MTG |
| ---------------- | ------------------ | ---------------- |
| م                | عداء               | مرتبة            |
| 121              | Célia Le Mouel ‏    | 9                |
| 122              | Andrea Martinez‏    | 64               |
| 123              | Laury Milette‏      | لم يكمل السباق-4 |
| 124              | Josephine Peloquin‏ | 53               |
| 125              | Adele Normand‏      | 33               |
| 126              | Cindy Pomares ‏     | 55               |

| دبليو سي سي تيم ‏ WCC | دبليو سي سي تيم ‏ WCC | دبليو سي سي تيم ‏ WCC |
| -------------------- | -------------------- | -------------------- |
| م                    | عداء                 | مرتبة                |
| 131                  | Selam Amha ‏          | لم يكمل السباق-1     |
| 132                  | ARG                  | 80                   |
| 133                  | Natalia Franco‏       | 72                   |
| 134                  | Dziyana Lebedz‏       | 70                   |
| 135                  | Maude Le Roux‏        | 68                   |
| 136                  | Yumi Kajihara ‏       | 86                   |

| St. Michel–Preference Home–Auber93 (women's team) ‏ AUB | St. Michel–Preference Home–Auber93 (women's team) ‏ AUB | St. Michel–Preference Home–Auber93 (women's team) ‏ AUB |
| ------------------------------------------------------ | ------------------------------------------------------ | ------------------------------------------------------ |
| م                                                      | عداء                                                   | مرتبة                                                  |
| 141                                                    | Sandrine Bideau ‏                                       | 34                                                     |
| 142                                                    | Simone Boilard ‏                                        | 12                                                     |
| 143                                                    | Perrine Clauzel ‏                                       | 82                                                     |
| 144                                                    | FRA                                                    | 88                                                     |
| 145                                                    | Coralie Demay ‏                                         | 14                                                     |
| 146                                                    | Laura Da Cruz‏                                          | 85                                                     |

| Cofidis Women Team ‏ COF | Cofidis Women Team ‏ COF | Cofidis Women Team ‏ COF |
| ----------------------- | ----------------------- | ----------------------- |
| م                       | عداء                    | مرتبة                   |
| 151                     | Martina Alzini ‏         | 54                      |
| 152                     | Alana Castrique ‏        | 16                      |
| 153                     | Sandra Levenez ‏         | لم يكمل السباق-5        |
| 154                     | Cédrine Kerbaol ‏        | 2                       |
| 155                     | Rachel Neylan ‏          | 7                       |
| 156                     | كلارا كوبينبرج          | 46                      |

| Breizh Ladies‏ ___ | Breizh Ladies‏ ___ | Breizh Ladies‏ ___ |
| ----------------- | ----------------- | ----------------- |
| م                 | عداء              | مرتبة             |
| 161               | Aline Béchu‏       | 75                |
| 162               | Fanny Rio‏         | 87                |
| 163               | Emilie Jamme‏      | 89                |
| 164               | Marine Louboutin‏  | 81                |
| 165               | Enora Oger‏        | 69                |
| 166               | Eléa Raison‏       | 93                |

| VC Morteau Montbenoit‏ ___ | VC Morteau Montbenoit‏ ___ | VC Morteau Montbenoit‏ ___ |
| ------------------------- | ------------------------- | ------------------------- |
| م                         | عداء                      | مرتبة                     |
| 171                       | Marie Gielen ‏             | لم يكمل السباق-5          |
| 172                       | Annika Liehner ‏           | 61                        |
| 173                       | Cécile Lejeune ‏           | 49                        |
| 174                       | Emeline Courtot‏           | لم يكمل السباق-2          |
| 175                       | Margot Grosjean‏           | لم يكمل السباق-4          |

## التصنيف العام النهائي
| التصنيف العام | التصنيف العام      | التصنيف العام | التصنيف العام          | التصنيف العام  |  |
| العداء        | العداء             | البلد         | الفريق                 | الوقت          |  |
| ------------- | ------------------ | ------------- | ---------------------- | -------------- |  |
| 1             | Vittoria Guazzini ‏ | إيطاليا       | FDJ–Suez ‏              | 13 س 25 د 45 ث |  |
| 2             | Cédrine Kerbaol ‏   | فرنسا         | Cofidis Women Team ‏    | + 25 ث         |  |
| 3             | Ally Wollaston ‏    | نيوزيلندا     | إن إكس تي جي ريسينغ ‏   | + 29 ث         |  |
| 4             | Marie Le Net ‏      | فرنسا         | FDJ–Suez ‏              | + 55 ث         |  |
| 5             | Anaïs Morichon ‏    | فرنسا         | اركيا للسيدات ‏         | + 1 د 00 ث     |  |
| 6             | Mischa Bredewold ‏  | هولندا        | باركهوتل فالكنبورغ ‏    | + 1 د 04 ث     |  |
| 7             | Rachel Neylan ‏     | أستراليا      | Cofidis Women Team ‏    | + 1 د 05 ث     |  |
| 8             | Maaike Boogaard ‏   | هولندا        | يو أي أيه تيم ‏         | + 1 د 12 ث     |  |
| 9             | Célia Le Mouel ‏    | فرنسا         | ساس ماكوجيب ‏           | + 1 د 16 ث     |  |
| 10            | Marta Lach ‏        | بولندا        | Ceratizit Pro Cycling ‏ | + 1 د 21 ث     |  |

### تصنيف النقاط
| تصنيف النقاط | تصنيف النقاط       | تصنيف النقاط | تصنيف النقاط                                       | تصنيف النقاط |  |
| العداء       | العداء             | البلد        | الفريق                                             | النقاط       |  |
| ------------ | ------------------ | ------------ | -------------------------------------------------- | ------------ |  |
| 1            | مارتا باستيانيلي   | إيطاليا      | يو أي أيه تيم ‏                                     | 77 نقطة      |  |
| 2            | Marta Lach ‏        | بولندا       | Ceratizit Pro Cycling ‏                             | 59 نقطة      |  |
| 3            | Vittoria Guazzini ‏ | إيطاليا      | FDJ–Suez ‏                                          | 56 نقطة      |  |
| 4            | Ally Wollaston ‏    | نيوزيلندا    | إن إكس تي جي ريسينغ ‏                               | 53 نقطة      |  |
| 5            | Nicole Steigenga ‏  | هولندا       | تيم كوب هايتك بوردكتس ‏                             | 47 نقطة      |  |
| 6            | Silvia Zanardi ‏    | إيطاليا      | بيبينك ‏                                            | 44 نقطة      |  |
| 7            | Martina Alzini ‏    | إيطاليا      | Cofidis Women Team ‏                                | 38 نقطة      |  |
| 8            | Greta Marturano ‏   | إيطاليا      | توب قيرلز فسى برتولو ‏                              | 38 نقطة      |  |
| 9            | Simone Boilard ‏    | كندا         | St. Michel–Preference Home–Auber93 (women's team) ‏ | 25 نقطة      |  |
| 10           | Alana Castrique ‏   | بلجيكا       | Cofidis Women Team ‏                                | 24 نقطة      |  |

### تصنيف الجبال
| تصنيف الجبال | تصنيف الجبال        | تصنيف الجبال         | تصنيف الجبال           | تصنيف الجبال |  |
| العداء       | العداء              | البلد                | الفريق                 | النقاط       |  |
| ------------ | ------------------- | -------------------- | ---------------------- | ------------ |  |
| 1            | Victorie Guilman ‏   | فرنسا                | FDJ–Suez ‏              | 67 نقطة      |  |
| 2            | Debora Silvestri ‏   | إيطاليا              | توب قيرلز فسى برتولو ‏  | 33 نقطة      |  |
| 3            | هولندا              | إن إكس تي جي ريسينغ ‏ | 30 نقطة                |              |  |
| 4            | Markéta Hájková ‏    | التشيك               | بيبينك ‏                | 28 نقطة      |  |
| 5            | جادي فيل            | فرنسا                | FDJ–Suez ‏              | 16 نقطة      |  |
| 6            | حنا نيلسون          | السويد               | Ceratizit Pro Cycling ‏ | 15 نقطة      |  |
| 7            | كلارا كوبينبرج      | ألمانيا              | Cofidis Women Team ‏    | 15 نقطة      |  |
| 8            | Mischa Bredewold ‏   | هولندا               | باركهوتل فالكنبورغ ‏    | 7 نقطة       |  |
| 9            | Maria Novolodskaya ‏ | روسيا                | يو أي أيه تيم ‏         | 7 نقطة       |  |
| 10           | Célia Le Mouel ‏     | فرنسا                | ساس ماكوجيب ‏           | 6 نقطة       |  |

## تصانيف فرعية

### تصنيف أفضل شاب
| تصنيف أفضل شاب | تصنيف أفضل شاب     | تصنيف أفضل شاب | تصنيف أفضل شاب                                     | تصنيف أفضل شاب |  |
| العداء         | العداء             | البلد          | الفريق                                             | الوقت          |  |
| -------------- | ------------------ | -------------- | -------------------------------------------------- | -------------- |  |
| 1              | Vittoria Guazzini ‏ | إيطاليا        | FDJ–Suez ‏                                          | 13 س 25 د 45 ث |  |
| 2              | Cédrine Kerbaol ‏   | فرنسا          | Cofidis Women Team ‏                                | + 25 ث         |  |
| 3              | Ally Wollaston ‏    | نيوزيلندا      | إن إكس تي جي ريسينغ ‏                               | + 29 ث         |  |
| 4              | Marie Le Net ‏      | فرنسا          | FDJ–Suez ‏                                          | + 55 ث         |  |
| 5              | Anaïs Morichon ‏    | فرنسا          | اركيا للسيدات ‏                                     | + 1 د 00 ث     |  |
| 6              | Mischa Bredewold ‏  | هولندا         | باركهوتل فالكنبورغ ‏                                | + 1 د 04 ث     |  |
| 7              | Maaike Boogaard ‏   | هولندا         | يو أي أيه تيم ‏                                     | + 1 د 12 ث     |  |
| 8              | Célia Le Mouel ‏    | فرنسا          | ساس ماكوجيب ‏                                       | + 1 د 16 ث     |  |
| 9              | Marta Lach ‏        | بولندا         | Ceratizit Pro Cycling ‏                             | + 1 د 21 ث     |  |
| 10             | Simone Boilard ‏    | كندا           | St. Michel–Preference Home–Auber93 (women's team) ‏ | + 1 د 27 ث     |  |